# Лесное (Сахалинская область)
Лесно́е — село в Корсаковском городском округе Сахалинской области России, в 38 км от районного центра.

## География
Находится в южной части Сахалина, на его восточном, охотоморском берегу, в устье реки Очепуха, в 2,5 км к северу от прибрежного озера-лагуны Изменчивое.

## История
Айнское первопоселение носило название Очёхпока, на карте острова Сахалин 1885 года — Отчех-Поко.
В 1869 году основан Очехпокский военный пост для охраны месторождений угля, открытых инженером И. А. Лопатиным в 1868 году.
В 1875 году Очехпокский военный пост был упразднён.
В 1905 году поселение завоевано войсками Японской империи вкупе со всем Южным Сахалином.
С 1905 по 1945 гг. принадлежало японскому губернаторству Карафуто и после всех словоизменений называлось Отихо (яп. 落帆). После передачи Южного Сахалина СССР село 15 октября 1947 года получило современное название — по своему положению близ лесных массивов.

## Население
| 1925 | 1935  | 2002 | 2010 | 2013 | 2021 |
| ---- | ----- | ---- | ---- | ---- | ---- |
| 1999 | ↘1364 | ↘173 | ↘132 | ↘119 | ↘112 |

По переписи 2002 года население — 173 человека (96 мужчин, 77 женщин). Преобладающая национальность — русские (85 %).

## Люди, связанные с селом
- Ясуносукэ (айнское имя Яёманэку) Ямабэ (Яманобэ)[яп.] — айнский участник Японской антарктической экспедиции, в которой он был погонщиком собак, закупленных в селе (тогда Очёхпока). В Очёхпоке он и поселился по окончании экспедиции в 1912 году. До экспедиции был информатором для Бронислава Пилсудского по айнскому фольклору и японской разведки — по передвижениям русских войск на Сахалине в годы русско-японской войны[4].

## Достопримечательности
На сопке рядом с селом находится памятник  айнам-каюрам  Яманобэ Ясуносукэ и Ханамори Синкичи и их  собакам – участникам  Первой  Японской экспедиции в Антарктиду под руководством Сирасэ Нобу в 1910 – 1912 годах.